# Municipio de Busseron
El municipio de Busseron (en inglés: Busseron Township) es un municipio ubicado en el condado de Knox en el estado estadounidense de Indiana. En el año 2010 tenía una población de 1393 habitantes y una densidad poblacional de 10,21 personas por km².

## Geografía
El municipio de Busseron se encuentra ubicado en las coordenadas 38°50′44″N 87°28′22″O / 38.84556, -87.47278. Según la Oficina del Censo de los Estados Unidos, el municipio tiene una superficie total de 136.48 km², de la cual 134,24 km² corresponden a tierra firme y (1,64 %) 2,24 km² es agua.

## Demografía
Según el censo de 2010, había 1393 personas residiendo en el municipio de Busseron. La densidad de población era de 10,21 hab./km². De los 1393 habitantes, el municipio de Busseron estaba compuesto por el 98,85 % blancos, el 0,36 % eran afroamericanos, el 0,22 % eran asiáticos y el 0,57 % eran de una mezcla de razas. Del total de la población el 1,15 % eran hispanos o latinos de cualquier raza.